# Håndværk & Design (blad)
 For alternative betydninger, se Håndværk og design. (Se også artikler, som begynder med Håndværk og design)
Håndværk & Design er et tidsskrift, der er organ for den faglige forening Håndværk og Design, efter at denne blev dannet ved sammenlægning af Danmarks Sløjdlærerforening og Danmarks Håndarbejdslærerforening i 2016.
Fra 1. juli 2015 blev Danmarks Sløjdlærerforening og Danmarks Håndarbejdslærerforening sammenlagt til en ny fælles forening for lærere i håndværk og design, idet sløjd og håndarbejde med virkning fra 2015 er sammenlagt til det nye fag håndværk og design; men den officielle stiftelsesdag er fredag den 29. april 2016.
Bladets forgængere, SLØJD og Håndarbejde Nu, udkom frem til 2015.  
Fra 1. september 2015 er de blevet efterfulgt af det nye tidsskrift Håndværk & Design med Karsten Bjerregaard som redaktør. 

## Tidsskriftets redaktører
- 2015-  Karsten Bjerregaard, Arden